# Siti Musdah Mulia
Siti Musdah Mulia (3 de març de 1958) és una escriptora i activista pels drets de les dones indonèsia. Fou la primera dona nomenada professora d'investigació a l'Institut de Ciències Indonesi, i també va treballar com a conferenciant sobre el pensament polític islàmic a l'Escola d'Estudis de Postgrau de la Universitat Estatal de Jakarta Syarif Hidayatullah a Indonèsia. Des de l'any 2007 és la presidenta de l'ONG Conferència Indonèsia sobre la Religió per a la Pau.
Siti va ser la primera dona a obtenir un doctorat en pensament islàmic per la Universitat Estatal de Jakarta Syarif Hidayatullah el 1997. De l'any 1999 fins al 2007 fou Assessora Sènior del ministre d'Afers Religiosos, i també va ser membre d'un equip que el 2004 va crear un esborrany legal per contrarestar el codi legal islàmic d'Indonèsia, recomanant entre altres coses la prohibició del matrimoni infantil i l'autorització del matrimoni entre persones de diferent fe. Tanmateix, el ministre d'Afers Religiosos va haver de cancel·lar el projecte a causa de violentes protestes. De 2000 al 2005 va ser la cap de la Divisió de Recerca del Consell d'Ulema indonesi.
Com a autora, ha escrit els llibres Islam Criticizes Polygamy (2003), Reformist Muslimah (2004) i Islam and The Inspiration of Gender Equity (2005).
Siti va rebre el 2007 el Premi Internacional Dona Coratge (2007), el Premi Yap Thiam Hien el 2009, i el Premi a la Dona de l'Any del govern italià el 2009.